# Julija Kalinowska
Julija Aleksandrowna Kalinowska (ros. Юлия Александровна Калиновская, ur. 27 lutego 1983 w Astrachaniu) – rosyjska wioślarka.

## Osiągnięcia
- Igrzyska Olimpijskie – Ateny 2004 – dwójka podwójna – 10. miejsce[1].
- Mistrzostwa Świata – Monachium 2007 – czwórka podwójna – 10. miejsce[1].
- Igrzyska Olimpijskie – Pekin 2008 – czwórka podójna – 7. miejsce[1].
- Mistrzostwa Europy – Ateny 2008 – czwórka podwójna – 2. miejsce[1].
- Mistrzostwa Świata – Poznań 2009 – czwórka podwójna – 6. miejsce[1].
- Mistrzostwa Europy – Brześć 2009 – czwórka podwójna – 5. miejsce[1].
- Mistrzostwa Europy – Montemor-o-Velho 2010 – dwójka podwójna – 12. miejsce[1].